# Iossif Moissejewitsch Tschaikow
Iossif Moissejewitsch Tschaikow (russisch Иосиф Моисеевич Чайков; * 13. Dezemberjul. / 25. Dezember 1888greg. in Kiew; † 4. März 1979 in Moskau) war ein ukrainisch-russischer Bildhauer und Hochschullehrer.

## Leben
Tschaikow wuchs in der Familie seines Großvaters auf, der hebräische religiöse Texte abschrieb. Tschaikow war Lehrling und dann Assistent eines Graveurs. 1910–1913 studierte er Bildhauerei in Paris bei Naum Aronson sowie an der École nationale supérieure des arts décoratifs und dann an der École nationale supérieure des beaux-arts de Paris. 1912 gründete er mit einer Gruppe junger Künstler die Gruppe jüdischer Künstler Machmadim, die die Zeitschrift Machmadim herausgab. 1913 nahm er an der Ausstellung des Pariser Herbstsalons teil.
1914 kehrte Tschaikow nach Russland zurück. Er gründete mit El Lissitzky, Boris Solomonowitsch Aronsson und anderen die sozialistische jüdische Kultur-Liga in Kiew und beteiligte sich an der Arbeit der Kultur-Liga. Er illustrierte jiddische Bücher, leitete eine Bildhauerei-Klasse in der Kultur-Liga und wurde 1918 Leiter des Kinderkunststudios. Während des Revolutionsjahres 1917 beteiligte er sich an Agitprop-Aktivitäten.
Zu Beginn der 1920er Jahre wandte Tschaikow sich dem Kubismus zu. 1920 organisierte er mit anderen die Erste jüdische Kunstausstellung der Kultur-Liga in Kiew. Er wurde der Ideologe der neuen jüdischen Kunst auf der Basis der Plastik des Alten Orients in Verbindung mit dem Orientalismus des begonnenen 20. Jahrhunderts und dem Jugendstil.

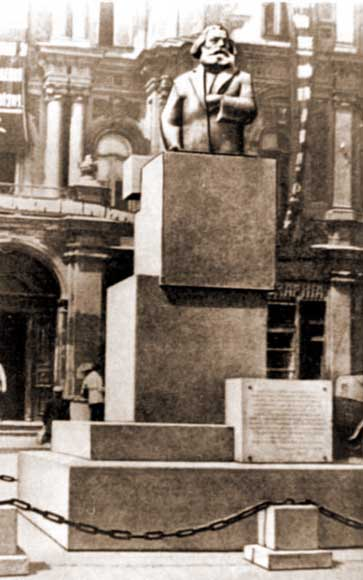
Karl-Marx-Denkmal, Kiew

1920 ging Tschaikow nach Moskau. Er schuf den Karl Marx aus Gips für das 1922 in Kiew errichtete Marx-Denkmal (in den 1930er Jahren abgerissen). Er produzierte bewegliche Skulpturen sowie den Brückenbauer (1921), den Elektrifikator (1925) und den Schmied (1927) mit ungewöhnlich verlagerten Schwerpunkten. Seine bekannteste dynamische Skulpturengruppe sind die Fußballer, die 1928 entstand. Eine zweite Version wurde 1938 hergestellt. Beide Skulpturen stehen in der Tretjakow-Galerie.
1921 veröffentlichte Tschaikow in einer jiddischen Broschüre seine Zielsetzung mit Ablehnung ethnographischer, folkloristischer und primitivistischer Bezüge. Das künstlerische Wirken Tschaikows wurde wie auch das von Marc Chagall, Natan Issajewitsch Altman und El Lissitzky von Boris Solomonowitsch Aronsson in seinem Buch über die moderne jüdische Grafik analysiert. 1922–1923 arbeitete Tschaikow in Berlin. Er beteiligte sich an der Ausstellung sowjetischer Kunst und an der Ausstellung der Gruppe November. 1923 war er an der Berliner Internationalen Ausstellung beteiligt. In den Höheren Künstlerisch-Technischen Werkstätten lehrte Tschaikow Bildhauerei von 1923 bis 1930 wie auch Boris Danilowitsch Koroljow und Wera Ignatjewna Muchina. Zu seinen Studentinnen gehörten Sinaida Iwanowa und Nina Selenskaja.
1925 wurde Tschaikow Mitglied der Gesellschaft russischer Bildhauer in Moskau, deren Leiter er 1929 wurde. 1926 trat er auch der Gruppe Die vier Künste bei. 1931 war er an der Allee der Aktivisten im Zentralen Park für Kultur und Erholung in Moskau beteiligt. In den 1930er Jahren wandte er sich dem Sozialistischen Realismus zu. Er wurde ein anerkannter sowjetischer Bildhauer und arbeitete mit allen Techniken in allen Genres. Er stellte Klein- und Großplastiken her und kehrte zu den klassischen Formen der Kunst der Antike zurück, wie der Torso von 1934 in der Tretjakow-Galerie zeigt.

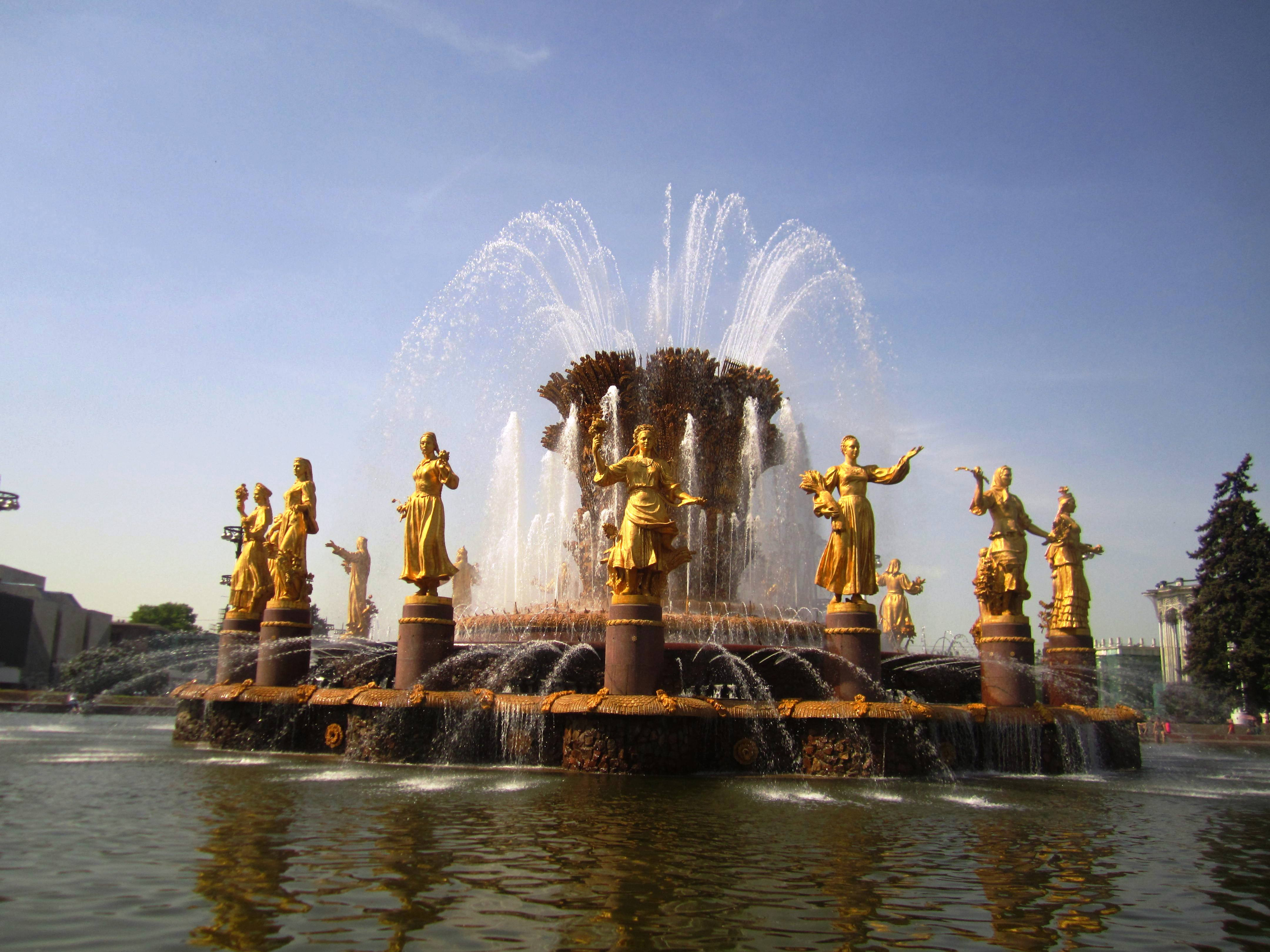
Brunnen der Völkerfreundschaft, Ausstellung der Volkswirtschaftlichen Errungenschaften, Moskau

Für den sowjetischen Pavillon auf der Exposition Internationale des Arts et Techniques dans la Vie Moderne schuf Tschaikow 11 Basreliefs mit den Völkern der UdSSR. Während nach der Ausstellung die beiden großen Statuen des Arbeiters und der Kolchosbäuerin des Pavillons nach Moskau transportiert und in der Ausstellung der Volkswirtschaftlichen Errungenschaften der UdSSR aufgestellt wurden, erhielten die Stahlarbeiter der CGT Teile des Figurenfrieses des Pavillons, die sie in Baillet-en-France aufstellten. Während des Zweiten Weltkrieges wurden diese Teile 1941 zerstört und vergraben und 2004 von dem Archäologen Gentili und seiner Gruppe ausgegraben, darunter auch Tschaikows Reliefs.
Für den sowjetischen Pavillon auf der 1939 New York World’s Fair schuf Tschaikow das UdSSR-Wappen und für den Pavillon der Kasachischen Sozialistischen Sowjetrepublik ein Hautrelief.
Tschaikow schuf eine große Zahl von Porträts insbesondere bekannter Kulturschaffender, so von Wladimir Andrejewitsch Faworski (1928), Konstantin Nikolajewitsch Istomin (1935), Leib Kwitko (1943), Wladimir Wladimirowitsch Majakowski (1944, Russisches Museum) und Aram Chatschaturjan (1972, Ministerium für Kultur, Moskau).
1951–1954 war Tschaikow zusammen mit Alexei Iljitsch Teneta und Soja Wassiljewna Rylejewa am Bau des Brunnens der Völkerfreundschaft auf der Ausstellung der Volkswirtschaftlichen Errungenschaften der UdSSR beteiligt. 1959 wurde Tschaikow Verdienter Künstler der RSFSR. Werke Tschaikows befinden sich im Museum of Modern Art.
Auf dem Grab Tschaikows und seiner Frau auf dem Moskauer Donskoi-Friedhof steht der Grabstein, den Tschaikow mit seinem Selbstporträt und dem Porträt seiner Frau gestaltet hatte.